# Henochilus wheatlandii
Henochilus wheatlandii är en fiskart som beskrevs av Garman, 1890. Henochilus wheatlandii ingår i släktet Henochilus och familjen Characidae. Inga underarter finns listade i Catalogue of Life.